# 綿貫佐民
綿貫 佐民（わたぬき すけたみ、1896年〈明治29年〉4月25日 - 1950年9月7日）は、日本の政治家、実業家。元衆議院議員の綿貫民輔は長男。

## 来歴・人物
兵庫県三原郡賀集村（現・南あわじ市）の南家に生まれる。父は兵庫県議、自由民権家の南嘉五郎。慶應義塾大学部理財科卒。卒論は交通経済学。卒業後は日本電力に入社し、日本電力社員として小牧ダム建設のため富山県井波町（現・南砺市）に入る。ダム建設反対運動のさなか、運動家たちとの接触を通じてダム反対派の中心メンバーの一人だった綿貫栄と知り合う。綿貫栄らが条件闘争派として反対運動からの分派行動をとる過程で親しくなり、綿貫栄の長女と結婚する。綿貫栄の長男が交通事故で亡くなったため婿として綿貫家に迎えられる。その後、富山県会議員を経て、1943年に砺波運輸（現・トナミ運輸）を創業、社長となる。
1946年の第22回衆議院議員総選挙において富山県から日本自由党公認で立候補して衆議院議員に初当選。翌1947年の総選挙で再選、通算で2回の当選を果たした。しかし、間もなく義父の綿貫栄とともに公職追放となり、衆議院議員を退職する。この他立憲政友会富山県支部幹事長、日本自由党幹事、合同木材取締役、井波機業社長、金名鉄道社長などの要職を歴任した。
1950年、公職追放解除されないまま死去した。